# メタルファイト ベイブレード/ギャラクシーハート
「メタルファイト ベイブレード/ギャラクシーハート」はYU+KIのシングル。

## 概要
ヴィジュアル系ハードロックバンドEVER+LASTのボーカリストYU+KIのソロデビュー作品。「メタルファイト ベイブレード」はアニメ『メタルファイト ベイブレード』のオープニングテーマで、海外クリエイターが作詞・作曲を担当したので、訳詞はアニソン歌手の成田賢が担当した。「ギャラクシーハート」はその後番組『メタルファイト ベイブレード 爆』オープニングテーマ。なお、「メタルファイト ベイブレード」は本放送中にはCDが発売されなかったため、1年越しのCD発売となる。

## 批評
CDジャーナルは「プログレ・メタルと言えそうな華麗なサウンドは、ビジュアル系の血を引いたもの」と評した。

## 収録曲
1. メタルファイト ベイブレード
作詞・作曲：Martin Kucaj（訳詞：成田賢）
2. ギャラクシーハート
作詞：Reona、作曲：木下浩二、編曲：鈴木啓
3. メタルファイト ベイブレード (DNA PRODUCTION RMX)
4. ギャラクシーハート (HIGH-ENA DANCE RMX)
5. メタルファイト ベイブレード (inst.)
6. ギャラクシーハート (inst.)
7. メタルファイト ベイブレード (TV ver.)
8. ギャラクシーハート (TV ver.)
9. メタルファイト ベイブレード (TV ver.＋inst.)
10. ギャラクシーハート (TV ver.＋inst.)